# گمینا پاوووشوو
گمینا پاوووشوو (به لهستانی:  Gmina Pawłosiów) یک گمینا در لهستان است که در شهرستان یاروسواف واقع شده‌است. گمینا پاوووشوو ۴۷٫۴۹ کیلومتر مربع مساحت و ۸٬۳۴۵ نفر جمعیت دارد.